# 白沙镇 (清水县)
白沙镇，是中华人民共和国甘肃省天水市清水县下辖的一个乡镇级行政单位。
2015年，甘肃省民政厅批复同意撤销白沙乡，设立白沙镇。

## 行政区划
白沙镇下辖以下地区：
汤浴村、温泉村、鲁湾村、程沟村、马沟村、代沟村、太石村、赵沟村、箭峡村、桦川村、桑园村、元坪村、鲁沟村和白沙村。